# Segundo premio (película)
Segundo premio es una película hispanofrancesa de drama musical de 2024, dirigida por Isaki Lacuesta, codirigida por Pol Rodríguez y escrita por Lacuesta y Fernando Navarro. Está protagonizada por Daniel Ibáñez, Cristalino, Stéphanie Magnin, Mafo, Chesco Ruiz y Edu Rejón. Tuvo su estreno mundial el 5 de marzo de 2024 en el Festival de Málaga, donde ganó la Biznaga de Oro a la mejor película española, y se estrenó en cines españoles el 24 de mayo de 2024, con distribución de BTeam Pictures.

## Trama
A finales de los 90, en medio de la efervescencia artística y cultural en Granada, un grupo de indie rock vive su peor momento, justo antes de la creación de su nuevo disco. La bajista y el batería han abandonado el grupo, y el guitarrista se ha adentrado en una peligrosa espiral de autodestrucción de la que parece imposible escapar. La responsabilidad sobre la supervivencia de la banda recae ahora en el cantante, que también deberá enfrentarse a las reticencias de la discográfica, afrontando el complicado proceso de escritura y grabación de un tercer disco que puede consolidar al grupo o destruirlos para siempre.

## Reparto
- Daniel Ibáñez Rodríguez como "El Cantante"
- Francisco Martín Ocete "Cristalino" como "El Guitarrista"
- Stéphanie Magnin como "La Bajista"
- Mario Fernández Olmedo "Mafo" como "El Batería"
- Javier "Chesco" Ruiz como El Bajista
- Eduardo Rejón como Santa
- Daniel Molina como El Teclista
- Julen Clarke como El Productor
- Jan Caplin como Jérôme
- Sebastián Haro como Ejecutivo Mayor

## Producción
En 2020, la Junta de Andalucía anunció su apoyo en ayudas públicas a ocho películas, entre las que se incluye Segundo premio, la cual originalmente iba a estar dirigida por Jonás Trueba. Sin embargo, Trueba acabó yéndose del proyecto por razones desconocidas. En marzo de 2023, se anunció que Isaki Lacuesta había reemplazado a Trueba como el director de la película. El rodaje de la cinta comenzó en abril de 2023 y tuvo lugar en Granada y Sevilla, antes de concluir en junio de 2023. Algunas de las localizaciones de rodaje incluyeron el Campo del Príncipe en Granada, y el FIBES en Sevilla.

## Lanzamiento
El 17 de febrero de 2024, se anunció que Segundo premio tendría su estreno mundial en el Festival de Málaga el 5 de marzo de 2024. Ese mismo mes, se anunció que, después de su pase en el Festival de Málaga, la cinta inauguraría el D'A Film Festival de Barcelona el 4 de abril de 2024. Originalmente, la cinta se iba a estrenar en cines españoles en junio, sin embargo, el 18 de marzo de 2024, BTeam Pictures lanzó el tráiler final de la película y adelantó su estreno hasta el 24 de mayo de 2024.

## Recepción

### Taquilla
En su primera semana, Segundo premio se estrenó en 131 cines, coincidiendo principalmente con los estrenos de Furiosa: de la saga Mad Max, Se abre la veda y en estreno en cines de Red, entre otras cintas.

### Premios y nominaciones
| Festival de Cine            | Edición | Año  | Categoría                                     | Nominado | Resultado | Ref    |
| --------------------------- | ------- | ---- | --------------------------------------------- | --- | --------- | ------ |
| Festival de Málaga          | XXVII   | 2024 | Biznaga de Oro (Mejor película española)      | Segundo premio                                                                                                   | Ganador   | [ 16 ] |
| Festival de Málaga          | XXVII   | 2024 | Mejor Dirección                               | Isaki Lacuesta y Pol Rodríguez                                                                                   | Ganador   | [ 16 ] |
| Festival de Málaga          | XXVII   | 2024 | Mejor Montaje                                 | Javi Frutos | Ganador   | [ 16 ] |
| Premios Gaudí               | XVII    | 2025 | Mejor Dirección Mejor Fotografía Mejor Sonido | Isaki Lacuesta y Pol Rodríguez Takuro Takeuchi Diana Sagrista, Alejandro Castillo, Eva Valiño y Antonin Dalmasso | Ganador   | [ 17 ] |
| Premios Sant Jordi          | LXIX    | 2025 | Mejor Película española                       | Segundo premio                                                                                                   | Ganadora  | [ 18 ] |
| Premios Fotogramas de Plata | LXXV    | 2025 | Mejor Película Española según la crítica      | Segundo premio                                                                                                   | Ganadora  | [ 19 ] |